# Skärgårdens ringväg

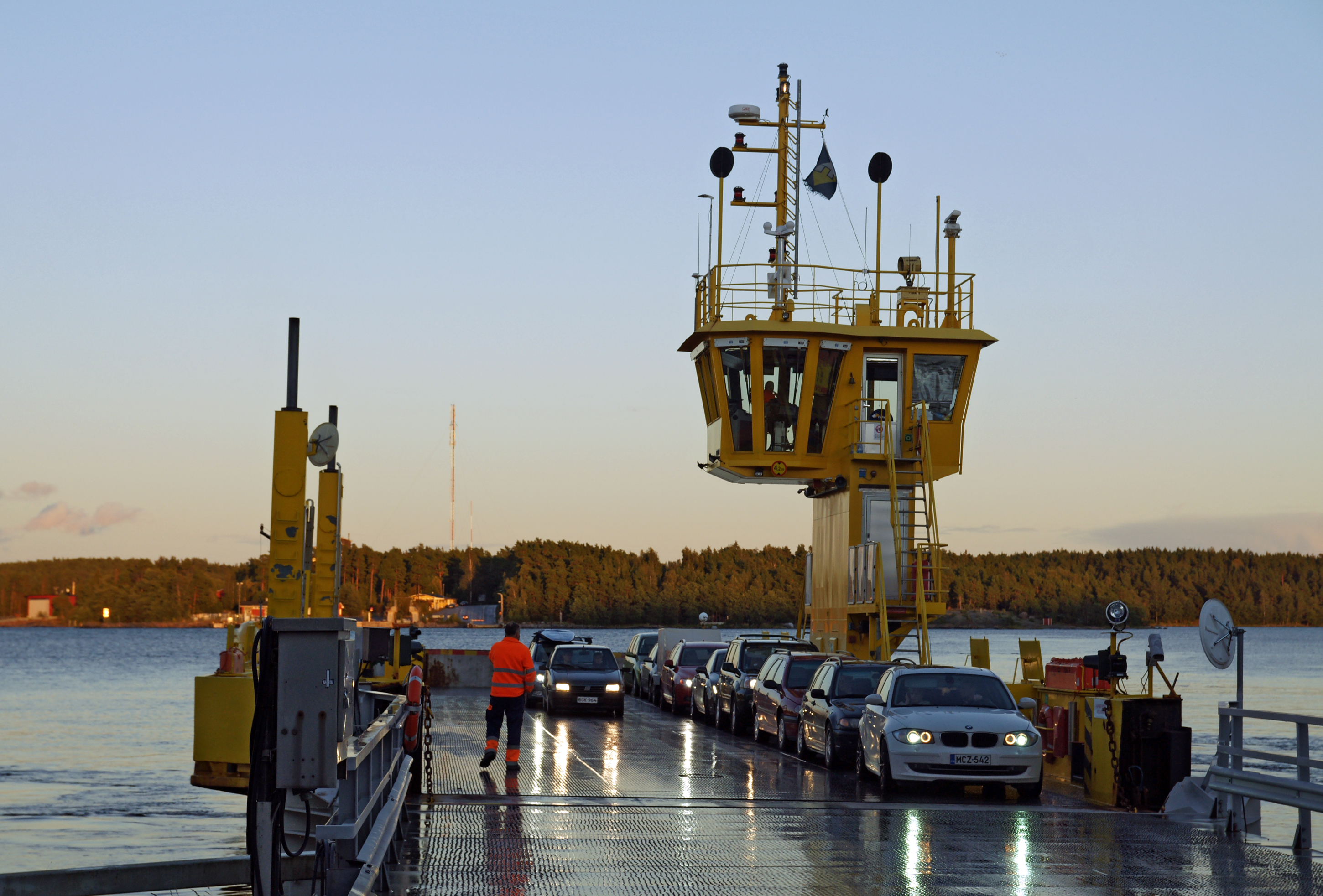
L/A Prostvik, Korpo.

Skärgårdens ringväg är en turistväg i landskapet Egentliga Finland. År 1996 öppnades Skärgårdens ringväg för allmänheten. Den är ca 250 km lång rutt genom Skärgårdshavet och utnyttjar både vägverkets (gula) landsvägsfärjor och sjöfartsverkets (vitblåa) förbindelsebåtar (numera skötta på beställning av närings- och miljöcentralen, delvis av de ur myndigheterna avknoppade företagen).
Rutten går från Åbo genom S:t Karins, längs Skärgårdsvägen över Kustö och genom Pargas, Nagu och Korpo, vidare till Houtskär, med förbindelsebåt till Iniö och Gustavs, genom Tövsala och sedan tillbaka till Åbo.
En kortare rutt, Lilla ringvägen, går tillbaka via Rimito.